# Нордкап (коммуна)
Нордкап (норв. Nordkapp, северносаам. Davvinjárga) — коммуна в губернии Финнмарк в Норвегии. Административный центр коммуны — город Хоннингсвог. Официальный язык коммуны — нейтральный. Население коммуны на 2007 год составляло 3219 чел. Площадь коммуны Нордкап — 924,97 км², код-идентификатор — 2019.

## История населения коммуны
Население коммуны за последние 60 лет.

Статистика коммуны Нордкап